# 杉山幸晴
杉山 幸晴（すぎやま ゆきはる、1962年6月2日 - ）は日本の俳優。静岡県出身。東映太秦映画村所属。東映俳優養成所出身。

## 出演作品

### テレビドラマ
- 影の軍団 幕末編 第4話「私が愛したカゲキ派」（1985年、CX）
- 暴れん坊将軍シリーズ（ANB）
  - 暴れん坊将軍II
    - スペシャル「勅使下向、天下を賭けた江戸っ子神輿!」（1985年）
    - 第154話「吉宗泣かせた悪いガキ!」（1986年） - カゴ屋

  - 暴れん坊将軍III
    - 第48話「恋も思案のおてんば剣法」（1989年）
    - 第51話「庶民の夢を喰った奴!」（1989年） - 坊主
    - 第62話「恋の目安箱」（1989年） - 浪人
    - 第68話「（カ）の女の目安箱」（1989年） - 魚屋
    - 第111話「涙を捨てたおんな坂」（1990年） - 長吉

  - 暴れん坊将軍IV
    - 第1話スペシャル「ご生母、謎の失踪!吉宗、江戸城決戦春一番!!」（1991年）
    - 第16話「女賞金稼ぎ、江戸を斬る!」（1991年） - 珍念
    - 第31話「お役者新さん 花の回り舞台!」（1991年） - 門弟
    - 第53話「みちのく純愛行進曲!」（1992年） - 巳之吉
    - 第72話「お見事、上様の恋指南!」（1992年） - 家臣

  - 暴れん坊将軍V
    - 第24話「悪をあばいた潮騒の娘」 - 浪人
    - 第32話「紀州から来た刺客」 - 茶坊主

  - 暴れん坊将軍VI
    - 第3話「若殿新さんいじめられる!」（1994年） - 茶坊主
    - 第12話「人情落語長屋」（1995年） - 小者
    - 第17話「人参に咲いた花祝言」（1995年） - 下役人
    - 第31話「愛と復讐の遠目鏡」（1995年） - 浪人
    - 第37話「冷や飯剣法恋囃子」（1995年） - 若い僧
- 火曜サスペンス劇場「断罪」（1985年、NTV）
- 長七郎江戸日記 第1シリーズ（NTV）  
  - 第81話「鬼の目に涙」（1985年） - 与吉
  - 第111話「おれん絶叫!」（1986年）
- 必殺シリーズ（ABC）
  - 必殺仕事人V・激闘編 第6話「加代、丸坊主になる」（1985年） - 俊光
  - 必殺まっしぐら! 第2話「相手は京の欲ボケ貴族」（1986年） - 仁十郎の手下
  - 新春仕事人スペシャル 必殺忠臣蔵（1987年） - 刺客
  - 必殺仕事人V・風雲竜虎編（1987年）
    - 第7話「主水の刀を研ぐ男」 - 持念
    - 第12話「不倫妻、身投げからくり」 - 義信

  - 必殺仕事人2009（2009年） 
    - 第1話「一刀両断」 - 直助の手下
    - 第19話「玉の輿」
- 水戸黄門（TBS）
  - 第16部 第1話「水戸黄門 -水戸-」（1986年） - 雲助
  - 第17部 第5話「男十手の木曽節仁義 -妻籠-」（1987年） - 権次の子分
  - 第18部
    - 第4話「花嫁衣裳の秘密」（1988年）
    - 第13話「船幽霊の謎を解け」（1988年）
    - 第25話「無念晴らす献上絞」（1989年）

  - 第19部（1989年） 
    - 第10話「助さんの代理亭主」
    - 第11話「黄門様の泥棒指南」

  - 第22部 第6話「嘘で悟った女房の真心」（1993年）
  - 第26部 第17話「献上硯の腕競べ・長府」（1998年）
  - 第29部 第1話スペシャル「将軍が最も恐れた男」（2001年）
  - 第30部 第7話「津軽と南部 両藩公に物申す!」（2002年）
  - 第32部 第3話「おらが蕎麦は日本一」（2003年）
  - 第33部 第10話「やんちゃ姫の姉探し（宇和島）」（2004年）
  - 第35部
    - 第1話スペシャル「風雲急を告げる高松城」（2005年）
    - 第13話「黄門様のお供は偽千太」（2006年）

  - 2時間スペシャル「揺れる将軍後継！波瀾万丈の甲州路」（2006年） - 留
  - 第36部（2006年）
    - 第4話「塩の道は絶体絶命!・糸魚川」 - 熊八
    - 第14話「父子結んだ石州和紙・津和野」 - 門番

  - 第37部（2007年）
    - 第1話「将軍御落胤の野望」
    - 第9話「異国の娘が抱いた謎」
    - 第16話「美人妻と武士の一分」

  - 第40部（2009年）
    - 第1話スペシャル「陰謀暴き、いざ北へ!終わりなき世直しの旅」
    - 第11話「悪を一喝 世話焼き美人」

  - 第41部 第9話「女意気地とニブイ奴」（2010年） - 正吉
  - 第42部 第2話「許すな相撲をけがす奴」（2010年）
  - 第43部 第5話「女スリがさがした秘密」（2011年）
- 江戸を斬るVII（TBS）
  - 江戸を斬るVII（1987年）
    - 第4話「偽りの自首」
    - 第9話「幼い脅迫者」

  - 江戸を斬るVIII（1994年）
    - 第8話「悪たれ婆さんの涙」
    - 第18話「育ての父が親の敵」
- 大忠臣蔵 第二部「風雲赤穂城」（1989年、TX）
- 年末時代劇スペシャル / 奇兵隊 第一部「京洛の花に舞う－決起の章－」（1989年、NTV）
- 時代劇スペシャル / 十七人の忍者（1990年、CX）
- 続々・三匹が斬る! 第14話「悪虐の僧と添い寝の花一輪」（1990年、ANB）
- 将軍家光忍び旅 第1シリーズ（1990年）
  - 第11話「復讐を誓うかりそめの親娘」 - 手下
  - 第13話「決闘!子の刻参上」 - 子分
  - 第20話「情け無用、鉄火女の熊谷宿」 - 手下
- 八百八町夢日記（1990年、NTV） 
  - 第1シリーズスペシャル「天保鬼ヶ島」
  - 最終回スペシャル「おりん無惨!今蘇る関が原の戦い」
- 鬼平犯科帳（CX） 
  - 第3シリーズ 第9話「雨隠れの鶴吉」（1991年） - 百蔵の配下
  - 第8シリーズ 第1話スペシャル「鬼火」（1998年） - 弁蔵の配下
- 名奉行遠山の金さんシリーズ
  - 第4シリーズ 第5話「二度誘拐された女」（1991年）
  - 第5シリーズ（1993年） 
    - 第10話「牢獄に放火する女」 - 了念
    - 第29話「満月の夜に人妻が襲われる!」 - 了徳
- 新・三匹が斬る! 第15話「妖怪のカッパ退治は美女と道づれ」（1992年）
- 桃太郎侍II「危うし!八百万石 闇将軍の陰謀と四人の美女 桃太郎、江戸―名古屋―京で怒りの鬼退治!!」（1993年、ABC）※高橋英樹版
- 新春大型時代劇スペシャル / 旗本退屈男（1994年、ANB）
- 新春ワイド時代劇 / 織田信長（1994年、TX） - 徳川家康
- 銭形平次（CX）
  - 第4シリーズ 第8話スペシャル「百鬼夜行」（1994年）
  - 第5シリーズ 第1話スペシャル「消えた弁財天」（1995年）
  - 第5シリーズ 第8話「暗黒街の女」（1995年）
- 水戸黄門外伝 かげろう忍法帖（1995年、TBS） 
  - 第7話「闇に咲く花死を呼ぶ夢が誘う地獄の一丁目」
  - 第10話「娘忍びを売る男」
- ひらり又四郎危機一髪!（1995年、NTV）
- あばれ医者嵐山 第4話「縁切り寺の女」（1995年、TX）
- 大岡越前（TBS）
  - 第14部 第1話「大岡越前」（1996年）
  - 第15部（1998年）
    - 第3話「狙われた花嫁」
    - 第11話「さまよう老人」
    - 第14話「小さな出会い」
- さむらい探偵事件簿 第1話「幻の春画を捜せ!」（1996年、NTV）
- 新・御宿かわせみ 第1話「秋の螢」（1997年、ABC）
- 南町奉行事件帖 怒れ!求馬（TBS）
  - 第1シリーズ 第13話「求馬危うし!」（1997年）
  - 第2シリーズ 第15話「疑惑の炎」（1999年）
- 新選組血風録 第8話「近藤勇を狙った女」（1998年、ABC）
- 隠密奉行朝比奈 （CX）
  - 第1シリーズ 第10話「阿蘇山の死闘 清正公の秘宝」（1998年）
  - 第2シリーズ 第1話「南国土佐 よみがえる海賊船」（1999年）
  - 第2シリーズ 第6話「逃げる女・鳥取砂丘の決闘（1999年）
- 家康が最も恐れた男 真田幸村 第一部「本能寺炎上!信長に挑む反逆児」（1998年、TX）
- 12時間超ワイドドラマ / 赤穂浪士 第6部「吉良邸討ち入り 本懐遂ぐ」（1999年、TX）
- 痛快!三匹のご隠居 第8話「据え膳食わぬは男の恥! されど自信が…」（1999年、ANB）
- 剣客商売（CX）※藤田まこと版
  - 第2シリーズ 第1話「父と子と」（1999年）
  - 第4シリーズ 第3話「ぶんたろの命」（2003年） - 三次
  - 第5シリーズ 第6話「その日の三冬」（2004年）
- 次郎長三国志 第一部「清水港の暴れん坊」（2000年、TX）
- 京極夏彦 怪 第1話「七人みさき」（2000年、WOWOW）
- 八丁堀の七人 （ANB）
  - 第1シリーズ 第2話「千両箱に罠を張れ!狙われた同心の娘」（2000年）
  - 第3シリーズ（2002年）
    - 第3話「写楽殺し!地獄絵図の女」
    - 第8話「捨て身の人質救出!愛する女を守れ」

  - 第5シリーズ 第4話「盗まれた赤ん坊!悪魔の唄う子守唄」（2004年）
  - 第6シリーズ 第4話「昔、捨てた女!だまされた筆頭同心」（2005年）
  - 第7シリーズ 第3話「紫頭巾の人妻!乱れた調書に殺しの爪痕」（2006年）
- 木曜ミステリー 別れる2人の事件簿 事件簿1「妖しき愛人殺人の謎に挑む!!」（2000年、ANB）
- 金曜エンタテイメント 花瀬ちなつの殺人スクープ「京都・大阪・神戸を結ぶ謎」（2000年、CX）
- 熱血!周作がゆく 第3話「復讐の花嫁幽霊!」（2000年、ANB）
- 新・京都迷宮案内 第4シリーズ 第6話「愛人を呼びつけた女VS殺人者を待つ女!」（2002年、ABC）
- SABU 〜さぶ〜「復讐と人間不信の栄二を救ったのは、さぶの熱い友情だった…」（2002年、NBN）
- 盤嶽の一生 第2話「絵図面の謎」（2002年3月12日、フジテレビ）
- 火曜時代劇 / 夜桜お染（2003年、CX）
- プレミアムステージ / 太閤記 サルと呼ばれた男（2003年、CX）
- 爆竜戦隊アバレンジャー 第12話「アバレノコギリ、京都を斬る!」（2003年、ABC）
- テレビ東京開局40周年記念ドラマ / 赤い月 第一・二夜「激動の満州」（2004年、TX）
- 木曜ミステリー / おみやさん 第3シリーズ File No.1「容疑者に愛された女弁護士10年目の謎」（2004年、ANB）
- 子連れ狼（ABC）
  - 第1シリーズ 第6話「許せ！大五郎!父と子の哀しき運命」（2002年）
  - 第2シリーズ 第7話「大五郎と命の叫び!女だけが棲む哀しい集落の罠」（2003年）
  - 第3シリーズ 第5話（2004年）
- 土曜ワイド劇場 山村美紗サスペンス 狩矢父娘シリーズ 第5作（2004年、ANB）
- 新・桃太郎侍 第4話「美しき偽りの花嫁!! 徳川御三家の甘い罠」（2006年、ANB）
- 新・科捜研の女 第7シリーズ 第3話「不自然な溺死!”京の水”殺人事件!!」（2006年、ABC）
- 逃亡者 おりんスペシャル 紅蓮の巻（2008年、TX）
- 太閤記〜天下を獲った男・秀吉（2006年、ANB） 
  - 第1話「天下を獲った男・秀吉〜ニッポンを変えた武将・信長との出会いから史上最大の奇襲戦“桶狭間”!!」
  - 第2話「信長怒る!!秀吉切腹の危機!!敵地築城と姫への恋心…」
- よろずや平四郎活人剣 第2話「逃げる浪人」（2007年、TX）
- 本当にあった日本史サスペンス劇場「坂本竜馬暗殺の謎」（2007年、NTV） - 薩摩説の容疑者
- 八州廻り桑山十兵衛〜捕物控ぶらり旅 第3話「泣く子も黙る大悪党VS八州廻り!!情婦の涙と赤ん坊」（2007年、ANB）
- 素浪人月影兵庫 第2話「姫は家出娘だった!!鈴の音色と親子の絆」（2007年、ANB）
- お江戸吉原事件帖 第7話「帰ってきた男」（2007年、TX）
- 徳川風雲録 八代将軍吉宗 第二部「大奥騒乱…!御三家の野望」（2008年、TX）
- 幻十郎必殺剣 第5話「白い数珠の殺人者」（2008年、TX）
- 金曜時代劇 / 刺客請負人 第2シリーズ 第5話「狙われた軍用金」（2008年、TX）
- 主水之助七番勝負〜徳川風雲録外伝〜 第3話「仇討ち無用!」（2008年、TX）
- ドラマスペシャル / 肉体の門（2008年、ANB） - 組員B
- だましゑ歌麿（2009年、ANB）
- 鬼龍院花子の生涯（2010年、ANB） - 鬼政の子分・熊
- 忠臣蔵〜その義その愛（2012年、TX）
- 濃姫（2012年、ANB） - 僧侶
- 土曜ワイド劇場 警視庁・捜査一課長 第1作（2012年、ANB） - 警視庁捜査一課管理官・警視 阿部勝己
- 木曜ミステリー / 捜査地図の女 最終回スペシャル（2012年、ANB）
- よってこ てんてこ め江戸かふぇ（2013年、SUN） - 青忍者・ヤミマ
- 大岡越前 第2話「叱られた将軍様」（2013年、NHK BSプレミアム）
- 刑事110キロ 第1シリーズ 第6話「あるべきものがない殺人現場! 京都に散った親子の絆」（2013年、ANB） - 金子安雄
- 土曜ワイド劇場特別企画 / スペシャリスト（2013年、ANB） - 滋賀中央刑務所・受刑者
- 濃姫2〜戦国の女たち（2013年、ANB）
- 信長のシェフ（ANB）
  - 第1シリーズ 第1話「平成のシェフが戦国時代にタイムスリップ!?」（2013年）
  - 第2シリーズ 第2話「平成のシェフが戦場に! 敵の台所に潜入」（2014年）
  - 第2シリーズ 第5話「平成のシェフがスパイに!! 信長の妹を暗殺せよ!?」（2014年）
- だましゑ歌麿IV（2014年、ANB）
- 科捜研の女 第15シリーズ 第15話「絶対に捕まえる女/マリコ最後の鑑定!完全犯罪を暴く衝撃のDNA奪取」（2015年、ABC）
- ふたがしら（2015年、WOWOW）
- 木曜時代劇 / ぼんくら2 第7話「鬼の正体」（2015年、NHK総合）
- 大江戸事件帖 美味でそうろう 第一夜（前編）（2015年、BS朝日）
- 新春ワイド時代劇 / 信長燃ゆ（2016年、TX）
- ふたがしら2 第壱話「吉原破り」（2016年、WOWOW）

### 映画
- 二代目はクリスチャン（1985年、東宝）
- 新・極道の妻たち（1991年、東映）
- 必殺! 主水死す（1996年、松竹） - 岩伍
- 新・仁義なき戦い（2000年、東映） - 斎木のボディガード
- 極道の妻たち リベンジ（2000年、東映）
- あずみ（2003年、東宝） - 野盗
- ぼくんち（2003年、アスミック・エース＝オメガ・ミコット） - チンピラ乙
- 壬生義士伝（2003年、松竹） - 新選組隊士
- 男たちの大和/YAMATO（2005年、東映）
- プリンセス トヨトミ（2011年、東宝）
- 花宵道中（2014年、東京テアトル）

### オリジナルビデオ
- 新・影の軍団III 地雷花（2003年）

### 舞台
- チャンバラ水の陣（2013年）